# ダレン・ランドルフ
ダレン・エドワード・アンドリュー・ランドルフ（Darren Edward Andrew Randolph, 1987年5月12日 - ）は、アイルランド共和国ブレイ出身のサッカー選手。元アイルランド代表。ポジションはゴールキーパー。

## 来歴

### クラブ
アードモア・ローヴァーズというクラブでプレーを始め、2003年にチャールトン・アスレティックFCのアカデミーに入団。2004年にプロ契約を結んだ。その後は下位クラブへのレンタルを繰り返し、2006-07シーズン最終戦で念願のトップチームデビューを果たした。その後、クラブはプレミアリーグから降格したが、レギュラーポジションを確立することができなかった。チャールトンでの出場記録は6シーズンでわずか20回に終わり、2010年7月にスコットランド・プレミアリーグのマザーウェルFCに移籍した。マザーウェルでは3シーズンに渡ってレギュラーとしてプレーし、その後イングランドに戻ってバーミンガム・シティFCに入団した。2015年にウェストハム・ユナイテッドFCに移籍。2シーズンプレーした後、ミドルスブラFCに移籍。2020年1月15日にウェストハムに復帰した。2023年1月26日、AFCボーンマスに移籍した。

### 代表
2012年9月にアイルランド代表デビューを果たした。

## タイトル

### 個人
- PFAチャンピオンシップ年間ベストイレブン : 2018-19